# Соколов (Чортковский район)
Соколов (укр. Соколів) — село в Золотопотокской поселковой общине Чортковского района Тернопольской области Украины.
До 2020 года входило в Бучачский район.
Код КОАТУУ — 6121286601. Население по переписи 2001 года составляло 1800 человек.

## Географическое положение
Село Соколов находится недалеко от реки Золотая, ниже по течению на расстоянии в 0,5 км расположен поселок городского типа Золотой Поток.

## История
- 1462 год — первое упоминание о селе.

## Объекты социальной сферы
- Школа.
- Клуб.
- Фельдшерско-акушерский пункт.

## Известные уроженцы
- Федорончук, Василий Лукинович (1915—1984) — украинский политик, редактор, издатель, журналист, общественный деятель. Премьер-министр Украинской народной республики в изгнании (1972—1974).